# Dalu (köpinghuvudort i Kina, Jilin Sheng)
Dalu är en köpinghuvudort i Kina. Den ligger i provinsen Jilin, i den nordöstra delen av landet, omkring 330 kilometer söder om provinshuvudstaden Changchun. Antalet invånare är 8 769. Befolkningen består av 4 231 kvinnor och 4 538 män. Barn under 15 år utgör 11,0 %, vuxna 15-64 år 79 %, och äldre över 65 år 8,0 %.
Runt Dalu är det ganska tätbefolkat, med 60 invånare per kvadratkilometer. Närmaste större samhälle är Yulin, 13,9 km öster om Dalu. I omgivningarna runt Dalu växer i huvudsak blandskog.
Genomsnittlig årsnederbörd är 1 473 millimeter. Den regnigaste månaden är juli, med i genomsnitt 566 mm nederbörd, och den torraste är januari, med 11 mm nederbörd.